# North Lakes (Alaska)
North Lakes ist ein Ort und ein census-designated place (CDP) im Matanuska-Susitna Borough in Alaska in den Vereinigten Staaten. Das U.S. Census Bureau hatte bei der Volkszählung 2020 eine Einwohnerzahl von 9450 ermittelt.

## Geographie
North Lakes befindet sich im Matanuska Valley im zentralen Süden von Alaska 53 km nordöstlich von Anchorage sowie 10 km westlich von Palmer. Das CDP-Areal ist stark besiedelt. Es hat eine Längsausdehnung in SW-NO-Richtung von etwa 13 km. Entlang der südlichen Grenze des CDP-Gebietes erstrecken sich die Seen Wasilla Lake, Cottonwood Lake und Finger Lake. 
Das North Lakes CDP grenzt im Südwesten an die City of Wasilla, im Nordwesten an das Tanaina CDP, im Nordosten an das Fishhook CDP, im Südosten an das Farm Loop CDP sowie im Süden an das South Lakes CDP. Am Nordostufer des Finger Lake befindet sich der Rastplatz „Finger Lake State Recreation Site“.

## Geschichte
Vor dem Zensus 2020 wurde das bis dahin vorhandene Lakes CDP in das North Lakes CDP und in das South Lakes CDP aufgespalten.

## Demographie
Zum Zeitpunkt der Volkszählung im Jahre 2020 (U.S. Census 2020) hatte North Lakes 9450 Einwohner auf einer Landfläche von 40,1 km². Von den Einwohnern waren 7310 Weiße, 75 afrikanisch-amerikanischer, 552 amerikanisch-indianischer Abstammung sowie 189 Asiaten.